# サン・クエスト
サン・クエスト株式会社は、熊本県熊本市東区に本社を置き、10分間カット理容室「サンキューカット」、美容室「メリィメリィ」の運営を行う企業である。

## 沿革
- 2001年9月 - 中園化学株式会社サンキューカット事業部として発足。
- 2002年9月 - 株式会社サンキューカット設立。FC展開開始。
- 2006年6月 - 社名を「サン・クエスト株式会社」に変更。
- 2007年7月 - メリィメリィFC展開開始。

## 事業所
- 東京支店：東京都千代田区神田紺屋町14　千代田寿ビル9F

## 店舗
- サンキューカット
- メリィメリィ

本社や創業地は熊本県であるが、フランチャイズ店舗の増加で、店舗数では埼玉県や山口県の方が多くなっている。